# ¡Corre!
¡Corre! es una balada interpretada por el dúo mexicano Jesse & Joy, producida por Martín Terefe. Fue lanzada el 4 de octubre de 2011 como el segundo sencillo del tercer álbum de estudio titulado, ¿Con quién se queda el perro? (2011).
La canción se ha convertido en la más exitosa y conocida del dúo, alcanzando la primera posición en varios países. Además, es la salida más exitosa del álbum ¿Con quién se queda el perro? hasta la fecha.
En el año 2012, ¡Corre! ganó dos Premios Grammy Latinos en las categorías de "Canción del Año" y "Grabación del Año", en la décima tercera versión del evento.

## Lanzamiento
La canción debutó en el número 30 de los Latin Pop Songs en el 2012. La canción tuvo el top 20 en su tercera semana, alcanzando el N.º 18, y en su cuarta semana alcanzó el N.º 13. En su quinta semana, la canción llegó a N.º 8, y en su novena semana en la carta saltó al N.º 3, convirtiéndose en la primera canción del dúo en hacerlo. 
En la semana que finalizó el 31 de marzo de 2012, y después de dos semanas en el N.º 5, la canción saltó al N.º 1, convirtiéndose en el primer sencillo del dúo en llegar a la cima.
La canción se convirtió en un gran éxito comercial en México, alcanzando el número 1 de la carta y permaneciendo allí durante catorce semanas.

## Posiciones
| Listas (2012)                      | Posición |
| ---------------------------------- | -------- |
| México (Monitor Latino)            | 1        |
| Los 40 Principales (México)        | 1        |
| Colombia (Radio Tiempo)            | 1        |
| Estados Unidos (Hot Latin Songs)   | 4        |
| Estados Unidos (Latin Pop Airplay) | 1        |
| Perú Top 100 Chart                 | 1        |
| Chile Single Chart                 | 1        |
| Los 40 Principales                 | 17       |
| Tus 25 de tu Dial.net              | 1        |

## Usos y adaptaciones
- La canción fue utilizada dentro de la telenovela mexicana La que no podía amar como tema de amor de los protagonistas Ana Brenda Contreras y Jorge Salinas. Desde que se dio a conocer la canción ha sido cantada por varios aficionados, además ha formado parte importante en programas de talentos.
- La banda estadounidense Boyce Avenue realizó una versión de manera acústica en 2013.
- En el 2013, fue adaptada al idioma portugués titulándose Eu só queria te amar (Yo solo te quería amar) interpretada por la cantante brasileña Laís. En el 2015 esta versión fue utilizada como canción principal de la serie Las mil y una noches en su emisión en ese país.[9]
- También fue adaptada por el mismo Jesse & Joy al idioma inglés con el título de Run (Correr) con algunas modificaciones en la música original.
- En 2020, con el permiso del dúo, la canción fue re versionada por la mexicana Ángela Aguilar en su EP Qué no se apague la música.
- Los actores y cantantes Azul Guaita y Alejandro Puente regrabaron la canción para la banda sonora de la serie mexicana Rebelde (2022) en Netflix.